# Liste der olympischen Medaillengewinner aus Deutschland/Q
- Quast, Jan
Olympische Sommerspiele 1992, (GER): Bronzemedaille, Boxen „Halbfliegengewicht Männer“
- Quellmalz, Udo
Olympische Sommerspiele 1992, (GER): Bronzemedaille, Judo „Halbleichtgewicht Männer“
Olympische Sommerspiele 1996, (GER): Goldmedaille, Judo „Halbleichtgewicht Männer“